# جورج أوبراين (سياسي)
جورج أوبراين (بالإنجليزية: George O'Brien)‏ هو اقتصادي وسياسي أيرلندي، ولد في 1892، وتوفي في 31 ديسمبر 1973.

## مناصب
- انتخب عضو مجلس الشيوخ من أيرلندا عن دائرة National University of Ireland (constituency) [الإنجليزية]‏ وقد انضم خلال فترته النيابية ‏ (21 أبريل 1948 – 25 يوليو 1951)  للكتلة البرلمانية مستقل.
- انتخب عضو مجلس الشيوخ من أيرلندا عن دائرة National University of Ireland (constituency) [الإنجليزية]‏ وقد انضم خلال فترته النيابية ‏ (14 يوليو 1951 – 7 يوليو 1954)  للكتلة البرلمانية مستقل.
- انتخب عضو مجلس الشيوخ من أيرلندا عن دائرة National University of Ireland (constituency) [الإنجليزية]‏ وقد انضم خلال فترته النيابية ‏ (22 يوليو 1954 – 28 مارس 1957)  للكتلة البرلمانية مستقل.
- انتخب عضو مجلس الشيوخ من أيرلندا عن دائرة National University of Ireland (constituency) [الإنجليزية]‏ وقد انضم خلال فترته النيابية ‏ (22 مايو 1957 – 1 سبتمبر 1961)  للكتلة البرلمانية مستقل.
- انتخب عضو مجلس الشيوخ من أيرلندا عن دائرة National University of Ireland (constituency) [الإنجليزية]‏ وقد انضم خلال فترته النيابية ‏ (14 ديسمبر 1961 – 28 أبريل 1965)  للكتلة البرلمانية مستقل.